# Kanzashi

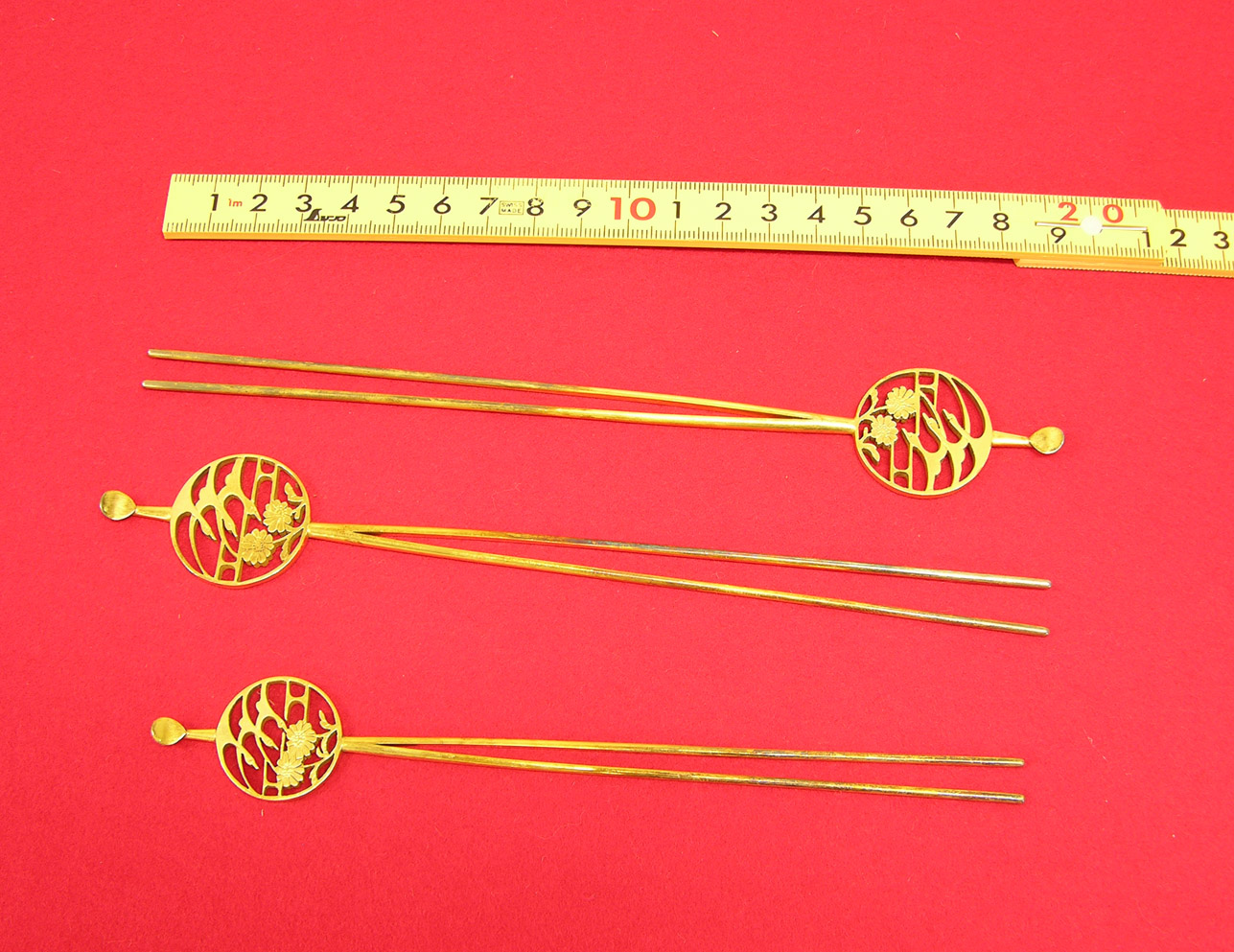
Dei kanzashi in ottone dorato. Periodo sconosciuto

I kanzashi (簪?) sono degli ornamenti usati nelle acconciature femminili tradizionali giapponesi. I kanzashi furono introdotti quando venne abbandonata l'acconciatura tradizionale taregami che prevedeva che i capelli fossero sciolti e lunghi e vennero adottate le varie pettinature nihongami, che si basavano sul capello raccolto.
I kanzashi divennero popolari durante il periodo Edo, nel quale gli artigiani iniziarono a produrne di tipi sempre più raffinati ed eleganti. Si crede che possano essere poi usati come arma di difesa in caso di emergenza.
Oggigiorno i kanzashi vengono indossati dalle spose e da chi porta abitualmente il kimono, come ad esempio le geisha, le tayu e le yujo o da chi partecipa alle cerimonie del tè e da chi pratica l'ikebana. C'è comunque una riscoperta dei kanzashi tra le giovani donne giapponesi, che spesso li portano con dei tailleur.
I kanzashi possono essere fatti di svariati materiali: dal legno laccato all'oro, dall'argento al guscio di tartaruga, dalla seta alla plastica. I kanzashi, vista la loro varietà di forme e materiali, possono anche essere oggetti da collezione molto ricercati.
Esistono molti tipi e molti modi di portare i kanzashi. Il modo in cui una geisha porta i kanzashi indica il suo stato. Le maiko (le apprendiste geisha) solitamente portano molti kanzashi elaborati rispetto alle geisha vere e proprie.

## Tipi di kanzashi
Esistono molti stili base di kanzashi, così come varianti più elaborate che prevedono l'utilizzo di hana (fiori) o composizioni stagionali.

### Kanzashi di base
- Bira bira - sono composti di strisce metalliche attaccate a degli anelli; le strisce si possono muovere indipendentemente e possono produrre suoni come tintinnii; suoni che possono essere accentuati da piccole campanelle aggiunte al kanzashi. Talvolta, invece di strisce metalliche, vengono usate delle strisce di seta chiamate shidare.
- Kogai - sono delle asticelle prodotte con il guscio di tartaruga (vero o finto) o con altri materiali come ceramica o metalli. Il termine kogai significa spada in giapponese; infatti questo kanzashi è composto da una spilla e da un rivestimento, così come una spada e il suo fodero. Spesso viene venduto come un set con un pettine abbinato.
- Kushi - sono simili a dei pettini arrototondati realizzati in legno laccato o in guscio di tartaruga; hanno spesso delle sezioni decorate con madreperla o foglia oro. Questo tipo di kenzashi viene utilizzato specialmente nella acconciatura chiamata odango (un tipo di crocchia). L'asta che regge il pettine è molto larga per dare spazio alle decorazioni e talvolta il disegno si estende fino ai denti del pettine. Esiste anche un tipo di kanzashi a pettine con dei fiori, chiamato hanagushi, realizzato con dei pezzi di seta incollati su un kanzashi a pettine di legno che vanno a formare appunto uno o più fiori.
- Kanoko Dome - sono dei kanzashi molto elaborati che vengono realizzati utilizzando oro, argento, guscio di tartaruga, giada, corallo, perle ed altre pietre preziose o semi-preziose. Mentre la forma classica è rotonda, possono essere prodotti con altre forme, come fiori o farfalle. Il kanoko dome viene adottato per l'acconciatura delle giovani maiko, chiamata wareshinobu.
- Ōgi - sono dei kanzashi in metallo a forma di ventaglio giapponese con dei mon (cimieri di famiglia), assicurati con una lunga spilla. Anche questi sono portati dalle maiko.

## Kanzashi hana
Il kanzashi hana è un kanzashi con un fiore lungo ondeggiante, portato essenzialmente dalle maiko. Sono creati dagli artigiani giapponesi da dei quadrati di seta da una tecnica una conosciuta come tsumami. Ogni quadrato è piegato con l'aiuto di pinzette e col tagliato, formando un singolo petalo. Questi sono poi attaccati al supporto di metallo per creare i fiori interi, o attaccati a dei fili di seta per creare le cordicelle del bocciolo. Anche simboli come farfalle e uccelli sono comuni. Alcuni dettagli del fiore, come lo stame, possono essere creati con elementi propri dell'arte del mizuhiki, ovvero delle stringhe ottenute dalla carta washi. Le geisha portano diversi kanzashi hana a seconda del mese o della festa nazionale. Nei mesi estivi (da giugno a settembre) usano dei kanzashi hana con dei temi bianchi o argentati, mentre durante l'inverno puntano su materiali come il guscio di tartaruga o il corallo.

### Kanzashi stagionali
Le stagioni dettano che tipo di ornamento portare in Giappone. Di solito questo riguarda soltanto le geisha e le maiko che sono praticamente le uniche donne a portare regolarmente dei kanzashi. Dato che le maiko portano più kanzashi rispetto alle geisha vere e proprie, i cambi stagionali dei kanzashi sono molto importanti per loro.
- Gennaio - Il disegno dei kanzashi di gennaio è diverso da anno ad anno, ma ha di solito un tema connesso al Capodanno Giapponese. Un soggetto popolare è lo shouchikubai, ovvero una combinazione di pino (matsu), bambù (take) e fiori ume (verdi, rossi e bianchi), cosa che è associata alla celebrazione del nuovo anno giapponese.
- Febbraio - Solitamente sono composti da dei fiori ume rosa scuro o rossi, simboli che in Giappone rappresentano l'amore tra giovani e l'arrivo della primavera. Un altro motivo usato, anche se meno popolare, è la girandola.
- Marzo - Vengono utilizzati fiori bianchi e gialli (nanohana) e delle farfalle, così come i fiori di pesco (momo), narcisi (suisen) e peonie (botan).
- Aprile - In aprile vengono portati dei kenzashi che riproducono dei fiori di ciliegio (sakura) con delle farfalle e delle lanterne bonbori, che segnalano l'arrivo dell'estate. Sono inoltre comuni dei kanzashi con una singola farfalla di argento e talvolta d'oro chiamata cho, fatta con la tecnica mizuhiki.
- Maggio - Sono comuni dei kanzashi che riproducono dei fiori di glicine (fuji) e di iris (ayame), solitamente blu. Vengono talvolta aggiunte delle piccole farfalle di argento.
- Giugno - In giugno sono comuni dei kanzashi che riproducono le foglie dei salici verdi (yanagi) con dei garofani o, meno comunemente, delle ortensie (ajisai). Il salice è un'immagine tradizionalmente associata alla geisha. Questo mese in Giappone corrisponde alla stagione delle piogge ed essendo il salice una pianta che ama la pioggia e l'iris un fiore blu che appunto ricorda l'acqua, possono essere considerati appropriati.
- Luglio - I kanzashi sono composti da ventagli caratteristici giapponesi che si riferiscono al Gion Matsuri che si svolge in questo periodo, un festival che coinvolge molte geisha che ballano con dei ventagli. I kanzashi delle maiko varia ogni anno, in linea con il festival. Altri motivi comuni sono delle libellule e delle linee che ricordano i movimenti circolari dell'acqua quando questo insetto vi si posa. Un altro tipo di kanzashi che viene portato a luglio riprende i temi dei fuochi artificiali e della rugiada sull'erba (tsuyushiba).
- Agosto - Vengono utilizzati dei kanzashi che rappresentano delle ipomee viola (asagao) o dell'erba suzuki. Le maiko più giovani portano questi kanzashi di colore rosa o rosso, mentre quelle meno giovani di colore argentato o bianco.
- Settembre - Vengono rappresentate delle campanule giapponesi viola (kikyo) e vengono spesso unite ad altri fiori autunnali come la lespedeza, la patrinia, il crisantemo, il kudzu ed il garofano. I toni violacei sono generalmente associati all'autunno.
- Ottobre - In ottobre sono comuni i crisantemi (kiku), fiori simbolo della Famiglia Imperiale Giapponese. Di solito sono rossi e bianchi, una combinazione simbolo dell'autunno.
- Novembre - In novembre sono comuni dei kanzashi che riprendono le foglie autunnali, di colore giallo o marrone. La foglia di acero è molto popolare, infatti l'acero, in Giappone, è l'equivalente del fiore di ciliegio in primavera.
- Dicembre - Dicembre è il mese del mochi e infatti si ritrova questo soggetto anche nei kanzashi così come delle foglie di bambù. Vengono inoltre utilizzate due targhette vuote (maneki), che le maiko si fanno autografare dai loro attori preferiti.
- Capodanno - A capodanno le maiko e le geisha indossano dei kanzashi con delle colombe senza occhi, al posto degli occhi le maiko e le geisha disegnano un occhio e chiedono a qualcuno di disegnare l'altro.